# Honda CB 200
La Honda CB 200 (o CB200T) è una motocicletta prodotta dalla casa motociclistica giapponese Honda dal 1973 al 1976.

## Descrizione

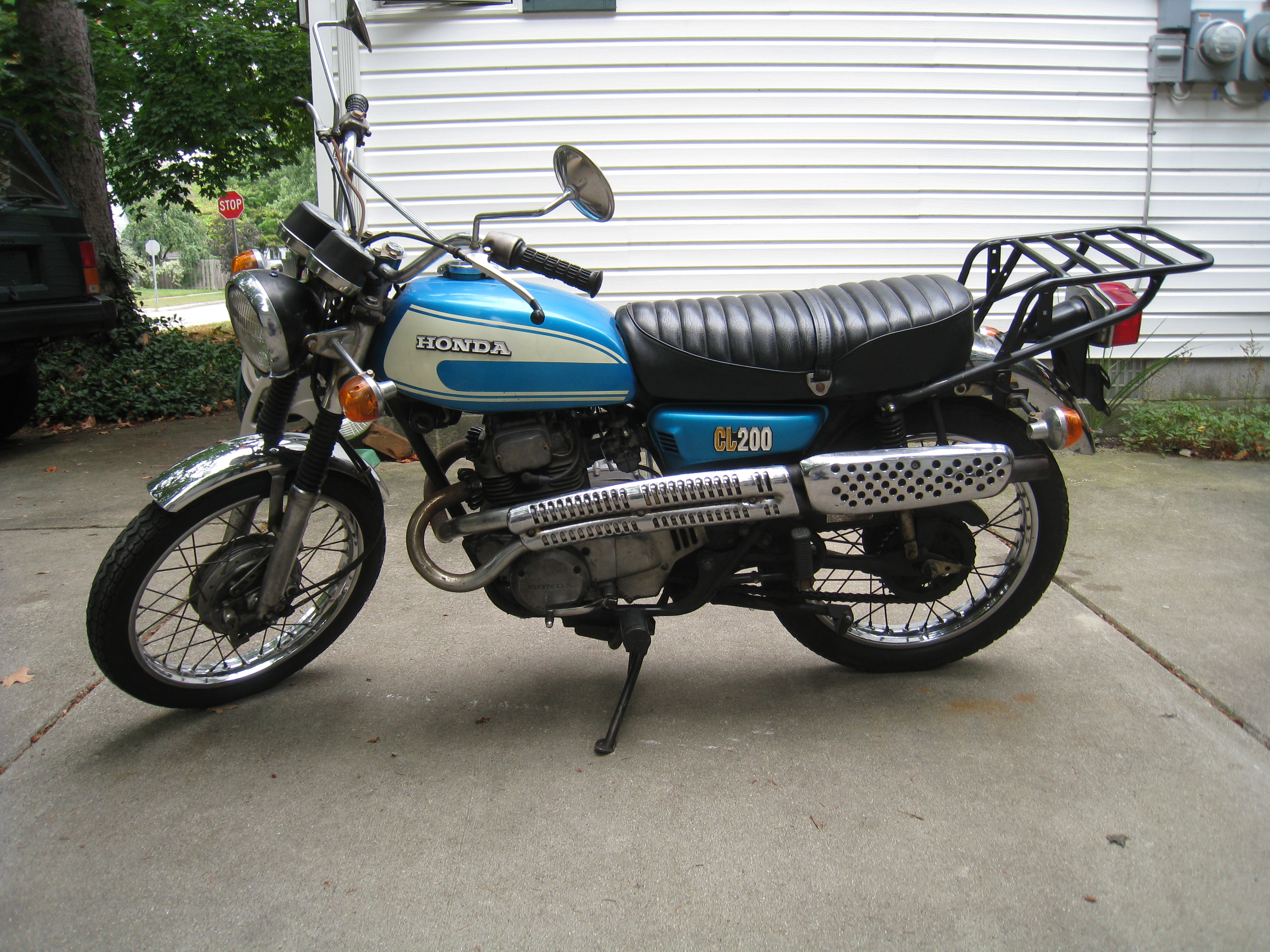
CL 200

Il modello è spinto da un motore a quattro tempi bicilindrico in linea, raffreddato ad aria e dalla cilindrata di 198 cm³, con distribuzione a singolo albero a camme in testa (SOHC) a 2 valvole per cilindro, per un totale di 4, alimentato da un doppio carburatore e abbinato a un cambio a cinque marce. 
Ha sia l'avviamento elettrico che a pedale. I primi modelli (CB200A del 1973 e '74) avevano un freno anteriore a tamburo, mentre i modelli successivi (CB200B del 1975 e '76) avevano un freno anteriore a disco.

## Scrambler CL200
La CL200 Scrambler era una versione modificata prodotta solo nel 1974, sempre con motore bicilindrico parallelo OHC a quattro tempi da 198 cc abbinato a una trasmissione a 5 marce. 
Era simile alla CB200 tranne per il fatto che il sistema di scarico della Scrambler era montato sopra il cambio con entrambi i terminali posti sul lato sinistro della moto, mentre sulla CB200 erano montati sotto la scatola del cambio e passavano su entrambi i lati della moto. Il tubo di scarico e lo scudo termico erano cromati. Vi erano anche altre differenze come un serbatoio più piccolo rispetto alla CB200, una sella più grande e manubri rinforzati.